# Luodian (köpinghuvudort i Kina, Zhejiang Sheng, lat 29,16, long 119,61)
Luodian (kinesiska: 罗店镇) är en köpinghuvudort i Kina. Den ligger i provinsen Zhejiang, i den östra delen av landet, omkring 130 kilometer sydväst om provinshuvudstaden Hangzhou. Antalet invånare är 20 065. Befolkningen består av 9 804 kvinnor och 10 261 män. Barn under 15 år utgör 12,0 %, vuxna 15-64 år 1 571 %, och äldre över 65 år 11,0 %.
Runt Luodian är det ganska tätbefolkat, med 144 invånare per kvadratkilometer. Närmaste större samhälle är Jinhua, 6,7 km söder om Luodian. I omgivningarna runt Luodian växer i huvudsak blandskog.
Genomsnittlig årsnederbörd är 2 196 millimeter. Den regnigaste månaden är juni, med i genomsnitt 436 mm nederbörd, och den torraste är januari, med 75 mm nederbörd.